# چهارشنبه عزیز
چهارشنبه عزیز فیلمی به کارگردانی و نویسندگی حمید تمجیدی و تهیه‌کنندگی حمید تمجیدی، غلامحسن بلوریان، اصغر توسلی و حسن شیرزاد محصول سال ۱۳۷۱ است.
این فیلم در ۲۲ دی ۱۳۷۲ در سینماهای ایران اکران شد.

## خلاصه فیلم
جهان نور که با نرگس ازدواج کرده درصدد است تا صاحب‌خانه شود. زمردیان، صاحب یک جواهرفروشی، خانه‌ای در اختیار جهان نور می‌گذارد تا او را برضد رقیب خود جواهریان با خود همراه کند. آن دو «چهارشنبه عزیز» را که گمان می‌کنند فرزند جواهریان است گروگان می‌گیرند. اما متوجه می‌شوند که پسرک نه فقط فرزند جواهریان نیست، بلکه جواهریان از غیبت او خشنود است.